# Majorca Open 2001 - Qualificazioni singolare
Le qualificazioni del singolare  del Majorca Open 2001 sono state un torneo di tennis preliminare per accedere alla fase finale della manifestazione. I vincitori dell'ultimo turno sono entrati di diritto nel tabellone principale. In caso di ritiro di uno o più giocatori aventi diritto a questi sono subentrati i lucky loser, ossia i giocatori che hanno perso nell'ultimo turno ma che avevano una classifica più alta rispetto agli altri partecipanti che avevano comunque perso nel turno finale.
Le qualificazioni del torneo Majorca Open 2001 prevedevano 32 partecipanti di cui 4 sono entrati nel tabellone principale.

## Teste di serie
1. Jacobo Diaz-Ruiz (secondo turno)
2. Assente
3. Juan Antonio Marín (Qualificato)
4. Albert Montañés (Qualificato)

1. Adrian Voinea (secondo turno)
2. Juan-Albert Viloca-Puig (ultimo turno)
3. Oscar Serrano-Gamez (ultimo turno)
4. Marc-Kevin Goellner (secondo turno)

## Qualificati
1. František Čermák
2. Rogier Wassen

1. Juan Antonio Marín
2. Albert Montañés

## Tabellone

### Legenda
| - Q = Qualificato - WC = Wild card - LL = Lucky loser | - ALT = Alternate - SE = Special Exempt - PR = Protected Ranking | - w/o = Walkover - r = Ritirato - d = Squalificato |

### Sezione 1
|  | Primo turno        | Primo turno             | Primo turno      | Primo turno | Primo turno |  |  | Secondo turno | Secondo turno           | Secondo turno           | Secondo turno           | Secondo turno           |   |   | Ultimo turno | Ultimo turno     | Ultimo turno     | Ultimo turno | Ultimo turno |  |
|  |                    |                         |                  |             |             |  |  |               |                         |                         |                         |                         |   |   |              |                  |                  |              |              |  |
|  | 1                  | Jacobo Diaz-Ruiz        | Jacobo Diaz-Ruiz | 6           | 6           |  |  |               |                         |                         |                         |                         |   |   |              |                  |                  |              |              |  |
|  |                    | Marc López              | Marc López       | 3           | 4           |  |  | 1             | Jacobo Diaz-Ruiz        | Jacobo Diaz-Ruiz        | 63                      | 4                       |   |   |              |                  |                  |              |              |  |
|  | František Čermák   | František Čermák        | František Čermák | 6           | 6           |  |  |               | František Čermák        | František Čermák        | 7                       | 6                       |   |   |              |                  |                  |              |              |  |
|  | Carlos Cuadrado    | Carlos Cuadrado         | Carlos Cuadrado  | 1           | 4           |  |  |               |                         |                         |                         |                         |   |   |              | František Čermák | František Čermák | 7            | 6            |  |
|  | Mariano Hood       | Mariano Hood            | 6                | 4           | 7           |  |  |               |                         | 6                       | Juan-Albert Viloca-Puig | Juan-Albert Viloca-Puig | 5 | 4 |              |                  |                  |              |              |  |
|  | Diego Hipperdinger | Diego Hipperdinger      | 2                | 6           | 69          |  |  |               | Mariano Hood            | Mariano Hood            | 2                       | 5                       |   |   |              |                  |                  |              |              |  |
|  | 6                  | Juan-Albert Viloca-Puig | 1                | 7           | 6           |  |  | 6             | Juan-Albert Viloca-Puig | Juan-Albert Viloca-Puig | 6                       | 7                       |   |   |              |                  |                  |              |              |  |
|  |                    | Gabriel Frias-Valle     | 6                | 5           | 3           |  |  |               |                         |                         |                         |                         |   |   |              |                  |                  |              |              |  |

### Sezione 2
|  | Primo turno      | Primo turno         | Primo turno         | Primo turno | Primo turno |  |  | Secondo turno    | Secondo turno    | Secondo turno | Secondo turno | Secondo turno |   |   | Ultimo turno  | Ultimo turno  | Ultimo turno  | Ultimo turno | Ultimo turno |  |
|  |                  |                     |                     |             |             |  |  |                  |                  |               |               |               |   |   |               |               |               |              |              |  |
|  | Dmitri Vlasov    | Dmitri Vlasov       | Dmitri Vlasov       | 6           | 7           |  |  |                  |                  |               |               |               |   |   |               |               |               |              |              |  |
|  | Scott Humphries  | Scott Humphries     | Scott Humphries     | 3           | 5           |  |  | Dmitri Vlasov    | Dmitri Vlasov    | 0             | 6             | 6             |   |   |               |               |               |              |              |  |
|  | Santiago Ventura | Santiago Ventura    | Santiago Ventura    | 6           | 7           |  |  | Santiago Ventura | Santiago Ventura | 6             | 4             | 4             |   |   |               |               |               |              |              |  |
|  | Jan Hernych      | Jan Hernych         | Jan Hernych         | 0           | 65          |  |  |                  |                  |               |               |               |   |   | Dmitri Vlasov | Dmitri Vlasov | Dmitri Vlasov | 4            | 0            |  |
|  | Rogier Wassen    | Rogier Wassen       | Rogier Wassen       | 6           | 6           |  |  |                  |                  | Rogier Wassen | Rogier Wassen | Rogier Wassen | 6 | 6 |               |               |               |              |              |  |
|  | Sebastián Prieto | Sebastián Prieto    | Sebastián Prieto    | 3           | 4           |  |  |                  | Rogier Wassen    | Rogier Wassen | 6             | 6             |   |   |               |               |               |              |              |  |
|  | 5                | Adrian Voinea       | Adrian Voinea       | 6           | 6           |  |  | 5                | Adrian Voinea    | Adrian Voinea | 2             | 4             |   |   |               |               |               |              |              |  |
|  |                  | Didac Perez-Minarro | Didac Perez-Minarro | 3           | 3           |  |  |                  |                  |               |               |               |   |   |               |               |               |              |              |  |

### Sezione 3
|  | Primo turno      | Primo turno         | Primo turno         | Primo turno | Primo turno |  |  | Secondo turno | Secondo turno       | Secondo turno       | Secondo turno       | Secondo turno       |   |   | Ultimo turno | Ultimo turno       | Ultimo turno       | Ultimo turno | Ultimo turno |  |
|  |                  |                     |                     |             |             |  |  |               |                     |                     |                     |                     |   |   |              |                    |                    |              |              |  |
|  | 3                | Juan Antonio Marín  | Juan Antonio Marín  | 6           | 6           |  |  |               |                     |                     |                     |                     |   |   |              |                    |                    |              |              |  |
|  |                  | Iván Navarro        | Iván Navarro        | 3           | 1           |  |  | 3             | Juan Antonio Marín  | Juan Antonio Marín  | 6                   | 7                   |   |   |              |                    |                    |              |              |  |
|  | Julián Alonso    | Julián Alonso       | Julián Alonso       | 7           | 6           |  |  |               | Julián Alonso       | Julián Alonso       | 2                   | 5                   |   |   |              |                    |                    |              |              |  |
|  | Álex López Morón | Álex López Morón    | Álex López Morón    | 63          | 4           |  |  |               |                     |                     |                     |                     |   |   | 3            | Juan Antonio Marín | Juan Antonio Marín | 6            | 6            |  |
|  | Stefano Tarallo  | Stefano Tarallo     | 2                   | 6           | 7           |  |  |               |                     | 7                   | Oscar Serrano-Gamez | Oscar Serrano-Gamez | 1 | 3 |              |                    |                    |              |              |  |
|  | Mark Knowles     | Mark Knowles        | 6                   | 4           | 5           |  |  |               | Stefano Tarallo     | Stefano Tarallo     | 2                   | 1                   |   |   |              |                    |                    |              |              |  |
|  | 7                | Oscar Serrano-Gamez | Oscar Serrano-Gamez | 6           | 6           |  |  | 7             | Oscar Serrano-Gamez | Oscar Serrano-Gamez | 6                   | 6                   |   |   |              |                    |                    |              |              |  |
|  |                  | Mario Radić         | Mario Radić         | 2           | 2           |  |  |               |                     |                     |                     |                     |   |   |              |                    |                    |              |              |  |

### Sezione 4
|  | Primo turno                | Primo turno                | Primo turno           | Primo turno | Primo turno |  |  | Secondo turno | Secondo turno              | Secondo turno | Secondo turno              | Secondo turno              |   |   | Ultimo turno | Ultimo turno    | Ultimo turno    | Ultimo turno | Ultimo turno |  |
|  |                            |                            |                       |             |             |  |  |               |                            |               |                            |                            |   |   |              |                 |                 |              |              |  |
|  | 4                          | Albert Montañés            | 64                    | 6           | 6           |  |  |               |                            |               |                            |                            |   |   |              |                 |                 |              |              |  |
|  |                            | Rubén Ramírez Hidalgo      | 7                     | 3           | 3           |  |  | 4             | Albert Montañés            | 6             | 4                          | 6                          |   |   |              |                 |                 |              |              |  |
|  | Sergio Roitman             | Sergio Roitman             | Sergio Roitman        | 6           | 6           |  |  |               | Sergio Roitman             | 4             | 6                          | 2                          |   |   |              |                 |                 |              |              |  |
|  | Rafael Nadal               | Rafael Nadal               | Rafael Nadal          | 1           | 4           |  |  |               |                            |               |                            |                            |   |   | 4            | Albert Montañés | Albert Montañés | 6            | 6            |  |
|  | Salvador Navarro-Gutierrez | Salvador Navarro-Gutierrez | 6                     | 3           | 6           |  |  |               |                            |               | Salvador Navarro-Gutierrez | Salvador Navarro-Gutierrez | 4 | 2 |              |                 |                 |              |              |  |
|  | Roberto Carretero-Diaz     | Roberto Carretero-Diaz     | 2                     | 6           | 4           |  |  |               | Salvador Navarro-Gutierrez | 6             | 2                          | 7                          |   |   |              |                 |                 |              |              |  |
|  | 8                          | Marc-Kevin Goellner        | Marc-Kevin Goellner   | 7           | 6           |  |  | 8             | Marc-Kevin Goellner        | 4             | 6                          | 69                         |   |   |              |                 |                 |              |              |  |
|  |                            | Bartolome Salva-Vidal      | Bartolome Salva-Vidal | 5           | 1           |  |  |               |                            |               |                            |                            |   |   |              |                 |                 |              |              |  |